# Live at the Royal Albert Hall (Adele-album)
A Live at the Royal Albert Hall Adele angol énekesnő-dalszerző koncertalbuma, amely Ausztráliában 2011. november 29-én, az Egyesült Királyságban 2011. november 27-én, az Egyesült Államokban pedig 2011. november 29-én vált elérhetővé. A koncertet Adele Adele Live turnéjának részeként rögzítették a londoni Royal Albert Hallban, és a 19, valamint a 21 című listavezető albumairól tartalmaz dalokat.
2011. október 26-án bejelentették, hogy Adele az Adele Live turné londoni koncertjét DVD-n és Blu-rayen is kiadják, egy kísérő CD-vel együtt. A kiadvány 90 percnyi koncertfelvételt tartalmaz a kulisszák mögötti videórészletek mellett. A dallistán Adele 19 és 21 című lemezéről származó dalok, valamint Bonnie Raitt I Can't Make You Love Me és a The SteelDrivers If It Hadn't Been't Been for Love című dalainak feldolgozásai szerepelnek. A bemutató részeként a DVD-t a világ 26 városának mozijaiban vetítették le.
A Live at the Royal Albert Hall tartja a legtöbb héten át listavezető zenei DVD rekordját az Egyesült Államokban női előadótól, világszerte több mint hárommillió példányban kelt el. A Set Fire to the Rain című dalnak a koncerten készült élő verziója 2013-ban elnyerte A legjobb szóló popénekes teljesítményért járó Grammy-díjat az 55. díjátadón.

## A kritikusok értékelései
A Live at the Royal Albert Hallt a zenei kritikusok kedvezően fogadták. A Metacritic-en, amely a mainstream kritikusok értékeléseit 100-as skálán pontozza, az album 5 kritika alapján 76-os átlagpontszámot kapott, ami „általában kedvező kritikát” jelent.
A Boston Globe a kiadványt „A DVD-választásunk” címkéjével illette, és azt írta: „az előadások rutinosan ihletettek. Egy angyal hangjával - és egy matróz cserfes szájával - mindvégig erőt képvisel”. Az MTV News egy nagyon pozitív kritikában azt írja: „Igazából emlékeztetnem kellett magam, hogy ne tapsoljak néhány dal végén... És ebből a szempontból óriási sikert aratott; határozottan megkapod a teljes élményt. Adele végig ragyogó, magával ragadó, vicces és profán, és ahogy mondtam, a hangja is csúcsformában van.”
Maria Schurr a PopMatters-től azonban kritikusabb volt. Ő 6/10-et adott a DVD-re, és azt írta: „Igen, a hangja hihetetlen, és a mindenlányos személyisége üdítő, de zeneileg és művészileg egy kicsit unalmasnak találom”.

## Kereskedelmi fogadtatás
A Live at the Royal Albert Hall 96 000 eladott példánnyal az első helyen debütált az Egyesült Államokban, ami négy éve a legmagasabb egyhetes eladási szám egy zenei DVD esetében. Egy hét után a Live at the Royal Albert Hall lett 2011 legkelendőbb zenei DVD-je. Ezzel Adele lett az első olyan előadó a Nielsen SoundScan történetében, aki kiadta az év első számú albumát, az év első számú kislemezét és az év első számú zenei DVD-jét. Az Egyesült Államokban tizenhatodik hete az első helyen álló videó lett a leghosszabb ideig listavezető női előadó videója azóta, hogy 1996-ban Barbra Streisand Barbra- The Concert című kiadványa tizenhat hétig volt listavezető. Ez az első olyan videó, amely Jay-Z és a Linkin Park 2005-ös Collision Course kiadványa óta 17 egymást követő héten át volt listavezető. 2012 áprilisában tizennyolcadik hete vezette az amerikai listákat, és ezzel a Pink Floyd 1996-os Pulse-ja óta ez a brit előadó leghosszabb ideig futó klipje. 2012. április 8-án a DVD 19. egymást követő hetet töltötte az első helyen az Egyesült Államokban, ezzel 1999 óta a leghosszabb ideig folyamatosan az első helyen álló zenei DVD. 2012 májusában a DVD 22 egymást követő hét után megdöntötte Whitney Houston rekordját. Houston 1986-ban állította fel a rekordot a The #1 Video Hits című kiadványának megjelenésével. Miután a DVD 2012. május 16-án visszatért az első helyre, így már 23 héttel tartotta zenei DVD-rekordját egy női előadótól. 2013 májusában a DVD 28. hete állt a lista élén, tovább hosszabbítva a rekordot.
2012 közepén a Live at the Royal Albert Hall volt a legkelendőbb zenei DVD az Egyesült Államokban, csak 2012 első hat hónapjában 464 000 darabot adtak el belőle, így az összes amerikai eladás 915 000 darabra nőtt. Ez több, mint amennyit Jay-Z és a Linkin Park 2005-ös Collision Course-ja óta bármelyik zenei videóból eladtak az első félévben. A Live at the Royal Albert Hall 2012. augusztus végéig 955 000 példányban kelt el az Egyesült Államokban.
2012. november 28-ig a Live at the Royal Albert Hall című album az Egyesült Államokban meghaladta az egymillió, világszerte pedig a hárommillió példányos eladást. A Live at the Royal Albert Hall az első olyan zenei DVD, amely az Eagles 2005-ös Farewell 1 Tour-Live from Melbourne óta meghaladta az egymilliós eladást az Egyesült Államokban (Garth Brooks The Ultimate Hits című albumából 2007-ben kelt el egymillió példány, de az egy CD/DVD kombináció volt). 2014-ben a Brazil Lemezgyártók Szövetsége (ABPD) a hatszoros gyémánt minősítést ítélt oda a Live at the Royal Albert Hall című lemeznek a brazíliai 1 millió példány feletti eladásért.

## Elismerések
| Év   | Esemény                         | Kategória                 | Eredmény | Forr.  |
| ---- | ------------------------------- | ------------------------- | -------- | ------ |
| 2012 | Royal Television Society Awards | Legjobb többkamerás munka | Elnyerte | [ 23 ] |
| 2013 | Premios Oye!                    | Legjobb angol album       | Elnyerte | [ 24 ] |

## Sugárzás
A Live at the Royal Albert Hall 2011. december 31-én debütált a dél-afrikai SABC3 csatornán. Ezt követően 2012. január 1-jén az Egyesült Királyságban a BBC One adta le rövidített változatban. A videó rövidített változatban 2012. március 2-án debütált a francia televízióban az NRJ Hits műsorán. A BBC One-on 2012. április 4-én megismételték. A rövidített változaton a setlist a következő volt:
1. Hometown Glory
2. I’ll Be Waiting
3. Don’t You Remember
4. Turning Tables
5. Set Fire to the Rain
6. My Same
7. Rumour Has It
8. Chasing Pavements
9. Make You Feel My Love
10. Someone like You
11. Rolling in the Deep

Tehát a kivágott dalok a következők voltak: If It Hadn't Been't Been for Love, Take It All, Right as Rain, One and Only, Lovesong és I Can't Make You Love Me.

### Adele Live in London with Matt Lauer
2012. június 3-án az NBC Adele Live in London with Matt Lauer címmel különkiadást sugárzott. A különkiadás a Live at the Royal Albert Hall című előadást kombinálta egy exkluzív interjúval, amelyet Adele adott Matt Lauernek. Az Adele Live in London with Matt Lauer a legmagasabb nézettségű műsor volt a maga órájában, és hozzájárult ahhoz, hogy az NBC megnyerje az estét. A tévés különkiadás és annak sikere segített felpezsdíteni a 21 eladásait. Az Adele Live in London with Matt Lauer hét előadást tartalmazott a Live at the Royal Albert Hallból: Set Fire to the Rain, Chasing Pavements, Someone like You, Rolling in the Deep, Turning Tables, I'll Be Waiting és Hometown Glory.

## Az albumon szereplő dalok listája
| 1.      | Hometown Glory             | Adele Adkins                                                                              | 4:17 |
| 2.      | I’ll Be Waiting            | Adkins Paul Epworth                                                                       | 3:55 |
| 3.      | Don’t You Remember         | Adkins Dan Wilson                                                                         | 4:04 |
| 4.      | Turning Tables             | Adkins Ryan Tedder                                                                        | 4:10 |
| 5.      | Set Fire to the Rain       | Adkins Fraser T. Smith                                                                    | 4:16 |
| 6.      | If It Hadn’t Been for Love | Mike Henderson Chris Stapleton                                                            | 3:08 |
| 7.      | My Same                    | Adkins                                                                                    | 2:34 |
| 8.      | Take It All                | Adkins Francis White                                                                      | 3:56 |
| 9.      | Rumour Has It              | Adkins Tedder                                                                             | 3:47 |
| 10.     | Right as Rain              | Adkins Leon Michels Jeff Silverman Nick Movshon Clay Holley                               | 2:43 |
| 11.     | One and Only               | Adkins Wilson Greg Wells                                                                  | 5:53 |
| 12.     | Lovesong                   | Robert Smith Laurence Tolhurst Simon Gallup Boris Williams Pearl Thompson Roger O’Donnell | 5:17 |
| 13.     | Chasing Pavements          | Adkins White                                                                              | 3:41 |
| 14.     | I Can’t Make You Love Me   | Mike Reid Allen Shamblin                                                                  | 3:39 |
| 15.     | Make You Feel My Love      | Bob Dylan                                                                                 | 3:48 |
| 16.     | Someone like You           | Adkins Wilson                                                                             | 4:54 |
| 17.     | Rolling in the Deep        | Adkins Epworth                                                                            | 4:48 |
| 1:08:50 |                            |                                                                                           |      |

## Közreműködők
- Adele – vokálok
- Paul Dugdale – rendező
- Ben Thomas – gitár
- Tim Van Der Kuil – gitár
- Miles Robertson – billentyűsök
- Sam Dixon – basszusgitár
- Derrick Wright – dobok
- Kelli-Leigh Henry-Davila – háttérvokálok
- Sharleen Linton – háttérvokálok
- Rosie Danvers – cselló
- Bryony James – cselló
- Becky Jones – brácsa
- Sarah Chapman – brácsa
- Hayley Pomfrett – hegedű
- Sally Jackson – hegedű
- Kotono Sato – hegedű
- Jo Allen – hegedű
- Ellie Stamford – hegedű
- Stephanie Cavey – hegedű
- Jenny Sacha – hegedű
- Ana Croad – hegedű

## Helyezések
| Lista (2011–13)                    | Legjobb helyezés |
| ---------------------------------- | ---------------- |
| Australia Top 40 Music DVD Chart   | 1                |
| Austrian Music DVD Chart           | 1                |
| Belgian Music DVD Chart (Flanders) | 1                |
| Belgian Music DVD Chart (Wallonia) | 1                |
| Brazilian Music DVD Chart          | 4                |
| Croatian Albums Chart              | 2                |
| Czech Albums Chart                 | 29               |
| Czech Music DVD Chart              | 2                |
| Danish Music DVD Chart             | 1                |
| Dutch Albums Chart                 | 2                |
| Dutch Music DVD Chart              | 1                |
| Finnish Music DVD Chart            | 1                |
| French Music DVD Chart             | 1                |
| Németország (Offizielle Top 100)   | 5                |
| German Music DVD Chart             | 1                |
| Greek Albums Chart                 | 20               |
| Hungarian Music DVD Chart          | 3                |
| Irish Top 10 Music DVDs            | 1                |
| Italian Albums Chart               | 16               |
| Italian Music DVD Chart            | 4                |
| Japanese Albums Chart              | 61               |
| Mexican Albums Chart               | 3                |
| Norwegian Music DVD Chart          | 1                |
| Polish Albums Chart                | 5                |
| Portuguese Albums Chart            | 1                |
| Spanish Albums Chart               | 14               |
| Swedish Music DVD Chart            | 1                |
| Swiss Music DVD Chart              | 1                |
| UK Video Charts                    | 2                |
| US Music DVD Chart                 | 1                |

| Lista (2011)                       | Helyezés |
| ---------------------------------- | -------- |
| Australian Music DVD Chart         | 1        |
| Belgian Music DVD Chart (Flanders) | 7        |
| Belgian Music DVD Chart (Wallonia) | 12       |
| Dutch Albums Chart                 | 9        |
| Dutch Music DVD Chart              | 3        |
| French Music DVD Chart             | 4        |
| German Albums Chart                | 43       |
| Irish Music Video Chart            | 2        |
| Mexican Albums Chart               | 25       |
| Polish Albums Chart                | 9        |
| Swedish Music DVD Chart            | 10       |
| U.S. Music DVD Chart               | 1        |
| Lista (2012)                       | Helyezés |
| Australian Music DVD Chart         | 3        |
| Belgian Music DVD Chart (Flanders) | 1        |
| Belgian Music DVD Chart (Wallonia) | 2        |
| Brazilian Music DVD Chart          | 1        |
| Dutch Albums Chart                 | 2        |
| Dutch Music DVD Chart              | 1        |
| German Albums Chart                | 38       |
| Italian Albums Chart               | 88       |
| Mexican Albums Chart               | 7        |
| Spanish Albums Chart               | 28       |

## Minősítések és eladási adatok
| Régió | Minősítés   | Eladott példányszám |
| CD | CD          | CD                  |
| --- | ----------- | ------------------- |
| Brazília (Pro-Música Brasil)                                                                                       | 2× gyémánt  | 320 000*            |
| Olaszország (FIMI)                                                                                                 | arany       | 30 000*             |
| Israel |             | 5,000               |
| Mexikó (AMPROFON)                                                                                                  | 3× platina  | 180 000^            |
| Portugália (AFP)                                                                                                   | arany       | 7 500^              |
| Spanyolország (PROMUSICAE)                                                                                         | arany       | 20 000^             |
| DVD |             |                     |
| Ausztrália (ARIA)                                                                                                  | 7× platina  | 105 000^            |
| Brazília (Pro-Música Brasil)                                                                                       | 6× gyémánt  | 840,000             |
| Kanada (Music Canada)                                                                                              | gyémánt     | 100 000^            |
| Franciaország (SNEP)                                                                                               | arany       | 7 500‡              |
| Németország (BVMI)                                                                                                 | 4× platina  | 200 000^            |
| Egyesült Királyság (BPI)                                                                                           | 3× platina  | 150 000^            |
| Egyesült Államok (RIAA)                                                                                            | 10× platina | 1 000 000^          |
| * Eladási példányszámok kizárólag a minősítés alapján. ^ Kiszállítási példányszámok kizárólag a minősítés alapján. |             |                     |

## Fordítás
Ez a szócikk részben vagy egészben  a   Live at the Royal Albert Hall (Adele album) című angol Wikipédia-szócikk ezen változatának fordításán alapul.  Az eredeti cikk szerkesztőit annak laptörténete sorolja fel. Ez a jelzés csupán a megfogalmazás eredetét és a szerzői jogokat jelzi, nem szolgál a cikkben szereplő információk forrásmegjelöléseként.